# تندیس زرین بهترین بازیگر نقش مکمل مرد جشن سینمای ایران

## فهرست برندگان بهترین بازیگر مرد نقش مکمل
|                | بازیگر                        | فیلم                          |
| -------------- | ----------------------------- | ----------------------------- |
| ۱۳۷۶ (دوره ۱)  | در این رشته جایزه‌ای اهدا نشد. | در این رشته جایزه‌ای اهدا نشد. |
| ۱۳۷۷ (دوره ۲)  | حسین ایل‌بیگی                  | بودن یا نبودن                 |
| ۱۳۷۷ (دوره ۲)  | نعمت‌الله گرجی                 | درخت گلابی                    |
| ۱۳۷۷ (دوره ۲)  | فیروز بهجت‌محمدی               | مهره                          |
| ۱۳۷۷ (دوره ۲)  | غلامحسین لطفی                 | شب روباه                      |
| ۱۳۷۷ (دوره ۲)  | مهدی فتحی                     | آدم‌برفی                       |
| ۱۳۷۸ (دوره ۳)  | حسین محجوب                    | رنگ خدا                       |
| ۱۳۷۸ (دوره ۳)  | داریوش مودبیان                | دختری با کفش‌های کتانی         |
| ۱۳۷۸ (دوره ۳)  | آتیلا پسیانی                  | دو زن                         |
| ۱۳۷۸ (دوره ۳)  | رضا خندان                     | دو زن                         |
| ۱۳۷۸ (دوره ۳)  | جمشید هاشم‌پور                 | هیوا                          |
| ۱۳۷۹ (دوره ۴)  | سیروس ابراهیم‌زاده             | مومیایی ۳                     |
| ۱۳۷۹ (دوره ۴)  | پارسا پیروزفر                 | اعتراض                        |
| ۱۳۷۹ (دوره ۴)  | محمود بهرازنیا                | جمعه                          |
| ۱۳۷۹ (دوره ۴)  | مهران رجبی                    | کودک و سرباز                  |
| ۱۳۷۹ (دوره ۴)  | آتیلا پسیانی                  | نسل سوخته                     |
| ۱۳۸۰ (دوره ۵)  | آتیلا پسیانی                  | آب و آتش                      |
| ۱۳۸۰ (دوره ۵)  | رضا ناجی                      | باران                         |
| ۱۳۸۰ (دوره ۵)  | مهران رجبی                    | زیر نور ماه                   |
| ۱۳۸۰ (دوره ۵)  | داریوش ارجمند                 | سگ‌کشی                         |
| ۱۳۸۰ (دوره ۵)  | جمشید هاشم‌پور                 | مسافر ری                      |
| ۱۳۸۱ (دوره ۶)  | حسین محجوب                    | من ترانه پانزده سال دارم      |
| ۱۳۸۱ (دوره ۶)  | رضا شفیعی‌جم                   | ارتفاع پست                    |
| ۱۳۸۱ (دوره ۶)  | حبیب رضایی                    | بمانی                         |
| ۱۳۸۱ (دوره ۶)  | آتیلا پسیانی                  | شام آخر                       |
| ۱۳۸۱ (دوره ۶)  | اکبر عبدی                     | نان، عشق و موتور ۱۰۰۰         |
| ۱۳۸۲ (دوره ۷)  | جمشید مشایخی                  | بانوی من                      |
| ۱۳۸۲ (دوره ۷)  | سعید پورصمیمی                 | اینجا چراغی روشن است          |
| ۱۳۸۲ (دوره ۷)  | امین حیایی                    | عروس خوش‌قدم                   |
| ۱۳۸۲ (دوره ۷)  | سیروس ابراهیم‌زاده             | عشق فیلم                      |
| ۱۳۸۲ (دوره ۷)  | شهاب حسینی                    | واکنش پنجم                    |
| ۱۳۸۳ (دوره ۸)  | پارسا پیروزفر                 | مهمان مامان                   |
| ۱۳۸۳ (دوره ۸)  | رضا رویگری                    | بوتیک                         |
| ۱۳۸۳ (دوره ۸)  | حامد بهداد                    | بوتیک                         |
| ۱۳۸۳ (دوره ۸)  | شهاب حسینی                    | شمعی در باد                   |
| ۱۳۸۳ (دوره ۸)  | فرامرز قریبیان                | شهر زیبا                      |
| ۱۳۸۴ (دوره ۹)  | محسن قاضی‌مرادی                | ما همه خوبیم                  |
| ۱۳۸۴ (دوره ۹)  | افشین هاشمی                   | خیلی دور، خیلی نزدیک          |
| ۱۳۸۴ (دوره ۹)  | بابک حمیدیان                  | طبل بزرگ زیر پای چپ           |
| ۱۳۸۴ (دوره ۹)  | اسماعیل خلج                   | یک تکه نان                    |
| ۱۳۸۴ (دوره ۹)  | کامبیز دیرباز                 | دوئل                          |
| ۱۳۸۵ (دوره ۱۰) | بیژن امکانیان                 | تقاطع                         |
| ۱۳۸۵ (دوره ۱۰) | جمشید هاشم‌پور                 | میم مثل مادر                  |
| ۱۳۸۵ (دوره ۱۰) | حسن پورشیرازی                 | به آهستگی                     |
| ۱۳۸۵ (دوره ۱۰) | آتیلا پسیانی                  | چه کسی امیر را کشت؟           |
| ۱۳۸۵ (دوره ۱۰) | حامد بهداد                    | کافه ستاره                    |
| ۱۳۸۶ (دوره ۱۱) | صابر ابر                      | مینای شهر خاموش               |
| ۱۳۸۶ (دوره ۱۱) | فرهاد اصلانی                  | پاداش سکوت                    |
| ۱۳۸۶ (دوره ۱۱) | محمدرضا فروتن                 | اتوبوس شب                     |
| ۱۳۸۶ (دوره ۱۱) | مهرداد صدیقیان                | اتوبوس شب                     |
| ۱۳۸۶ (دوره ۱۱) | جعفر والی                     | پاداش سکوت                    |
| ۱۳۸۷ (دوره ۱۲) | بابک حمیدیان                  | ریسمان باز                    |
| ۱۳۸۷ (دوره ۱۲) | امیر آقایی                    | زن دوم                        |
| ۱۳۸۷ (دوره ۱۲) | حامد بهداد                    | حس پنهان                      |
| ۱۳۸۷ (دوره ۱۲) | داوود فتحعلی                  | کتاب قانون                    |
| ۱۳۸۷ (دوره ۱۲) | رضا کیانیان                   | همیشه پای یک زن در میان است   |
| ۱۳۸۸ (دوره ۱۳) | جایزه‌ای اهدا نشد.             | جایزه‌ای اهدا نشد.             |
| ۱۳۸۹ (دوره ۱۴) | صابر ابر                      | درباره الی                    |
| ۱۳۸۹ (دوره ۱۴) | مهران احمدی                   | بیست، هیچ                     |
| ۱۳۸۹ (دوره ۱۴) | حامد بهداد                    | شبانه‌روز                      |
| ۱۳۸۹ (دوره ۱۴) | محسن تنابنده                  | استشهادی برای خدا             |
| ۱۳۸۹ (دوره ۱۴) | بابک حمیدیان                  | بی‌پولی                        |
| ۱۳۹۰ (دوره ۱۵) | شهاب حسینی                    | جدایی نادر از سیمین           |
| ۱۳۹۰ (دوره ۱۵) | حامد بهداد                    | انتهای خیابان هشتم            |
| ۱۳۹۰ (دوره ۱۵) | بابک کریمی                    | جدایی نادر از سیمین           |
| ۱۳۹۰ (دوره ۱۵) | حسین یاری                     | سعادت‌آباد                     |
| ۱۳۹۰ (دوره ۱۵) | آریا بهرام‌نژاد                | بالابان                       |
| ۱۳۹۳ (دوره ۱۶) | حمیدرضا آذرنگ                 | ملکه                          |
| ۱۳۹۳ (دوره ۱۶) | فرهاد آئیش                    | زندگی با چشمان بسته           |
| ۱۳۹۳ (دوره ۱۶) | یدالله شادمانی                | خسته نباشید!                  |
| ۱۳۹۳ (دوره ۱۶) | اکبر عبدی                     | خوابم می‌آد                    |
| ۱۳۹۳ (دوره ۱۶) | حسین محجوب                    | با دیگران                     |
| ۱۳۹۴ (دوره ۱۷) | نادر فلاح                     | چند متر مکعب عشق              |
| ۱۳۹۴ (دوره ۱۷) | پیمان معادی                   | قصه‌ها                         |
| ۱۳۹۴ (دوره ۱۷) | جمال اجلالی                   | آرایش غلیظ                    |
| ۱۳۹۴ (دوره ۱۷) | مجید صالحی                    | استراحت مطلق                  |
| ۱۳۹۴ (دوره ۱۷) | محسن کیایی                    | عصر یخبندان                   |
| ۱۳۹۴ (دوره ۱۷) | هومن برق‌نورد                  | بیگانه                        |
| ۱۳۹۵ (دوره ۱۸) | نوید محمدزاده                 | ابد و یک روز                  |
| ۱۳۹۵ (دوره ۱۸) | برزو ارجمند                   | چهارشنبه ۱۹ اردیبهشت          |
| ۱۳۹۵ (دوره ۱۸) | علی باقری                     | اژدها وارد می‌شود!             |
| ۱۳۹۵ (دوره ۱۸) | پوریا رحیمی                   | احتمال باران اسیدی            |
| ۱۳۹۵ (دوره ۱۸) | محسن کیایی                    | بارکد                         |
| ۱۳۹۶ (دوره ۱۹) | فرید سجادی حسینی              | فروشنده                       |
| ۱۳۹۶ (دوره ۱۹) | ناصر هاشمی                    | برادرم خسرو                   |
| ۱۳۹۶ (دوره ۱۹) | بهرام افشاری                  | لانتوری                       |
| ۱۳۹۶ (دوره ۱۹) | هادی حجازی‌فر                  | ماجرای نیمروز                 |
| ۱۳۹۶ (دوره ۱۹) | جواد عزتی                     | ماجرای نیمروز                 |
| ۱۳۹۶ (دوره ۱۹) | احمد مهران‌فر                  | ماجرای نیمروز                 |
| ۱۳۹۷ (دوره ۲۰) | نوید محمدزاده                 | بدون تاریخ، بدون امضاء        |
| ۱۳۹۷ (دوره ۲۰) | فرید سجادی حسینی              | ایتالیا ایتالیا               |
| ۱۳۹۷ (دوره ۲۰) | اکبر زنجانپور                 | پل خواب                       |
| ۱۳۹۷ (دوره ۲۰) | مسعود کرامتی                  | چهارراه استانبول              |
| ۱۳۹۷ (دوره ۲۰) | نادر فلاح                     | سد معبر                       |
| ۱۳۹۷ (دوره ۲۰) | بهرام افشاری                  | کارگر ساده نیازمندیم          |